# Eastham (Merseyside)
Eastham è un paese di 12.250 abitanti della contea del Merseyside, in Inghilterra.